# Dvärgbläcksvamp
Dvärgbläcksvamp (Coprinopsis radiata) är en svampart som först beskrevs av James Bolton, och fick sitt nu gällande namn av Redhead, Vilgalys & Moncalvo 2001. Dvärgbläcksvamp ingår i släktet Coprinopsis och familjen Psathyrellaceae.  Arten är reproducerande i Sverige. Inga underarter finns listade i Catalogue of Life.